# أليس باريزي
أليس باريزي (بالإيطالية: Alice Parisi)‏: لاعبة كرة قدم إيطالية تلعب في مركز خط الوسط. وتلعب في دوري الدرجة الأولى الإيطالي لفريق يو بي سي تافاكناكو. ولعبت سابقا لفريق أي سي إف ترينتو وفريق أي سي دي باردولينو.
وهي لاعبة أساسية في منتخب إيطاليا لكرة القدم للسيدات. ولعبت أول مباراة لها مع المنتخب في يوليو 2007 ضد المكسيك. في العام التالي كانت عضوا في منتخب إيطاليا تحت 19 عاما والذي فاز ببطولة الأمم الأوروبية للسيدات تحت 19 عام 2008، حيث سجلت الهدف الحاسم في المباراة النهائية.
ثم شاركت في بطولة الامم الأوروبية 2009. وتصفيات كأس العالم 2011، وبطولة الامم الأوروبية 2013.

## روابط خارجية
- أليس باريزي على موقع الاتحاد الدولي (مؤرشف)  (الإنجليزية)
- أليس باريزي على موقع الاتحاد الأوربي (الإنجليزية)
- أليس باريزي على موقع قاعدة بيانات كرة القدم.إي يو (الإنجليزية)
- أليس باريزي على موقع Soccerway.com (الإنجليزية)
- أليس باريزي على موقع عالم كرة القدم.نت (الإنجليزية)